# 索夫拉蒙泰
索夫拉蒙泰（義大利語：Sovramonte），是意大利威尼托大区贝卢诺省的一个市镇。总面积50平方公里，人口1571人，人口密度31.4人/平方公里（2009年）。国家统计（ISTAT）代码为025058。